# Livingston Farias
Livingston Farias é produtor musical, pastor e compositor brasileiro.

## Biografia
Natural de Cabo Frio, interessou pela música desde jovem, sendo que aos dezesseis já participava de um concurso como compositor. Por escrever mais de trezentas canções as quais foram gravadas por vários músicos, foi indicado três vezes ao Grammy Latino com suas obras.
Suas canções já foram regravadas pelos grupos Rebanhão, Trazendo a Arca, Altos Louvores, Banda e Voz, Quatro por Um e por vários artistas, como Fernanda Brum, Luiz Arcanjo, Carlinhos Félix, Aline Barros, Marina de Oliveira, Arianne,
Liz Lanne, Eyshila, Kleber Lucas,  Pamela, Davi Sacer, entre outros.